# Casanova (spoorwegen)
De Casanova is een Europese internationale trein voor de verbinding Ljubljana - Venetië en is genoemd naar de Venetiaanse avonturier Giacomo Casanova.

## EuroCity
De Casanova werd op 15 december 2003 in het EuroCity net opgenomen. De dienst werd uitgevoerd met treinstellen van Italiaanse makelij, die zijn afgeleid van de Pendolino, SŽ serie 310. De Sloveense spoorwegen (SŽ) gebruikte deze treinstellen voor haar EuroCity's van en naar Italië. Begin 2008 liet de Italiaanse spoorwegtoezichthouder weten dat de Sloveense treinstellen niet in Italië mogen rijden en op 31 maart 2008 reed de Casanova voor het laatst. De treindienst is toen door de SŽ voortgezet tussen Sežana en Ljubljana. Deze binnenlandse verbinding is niet internationaal en dus is er ook geen sprake meer van een EuroCity.

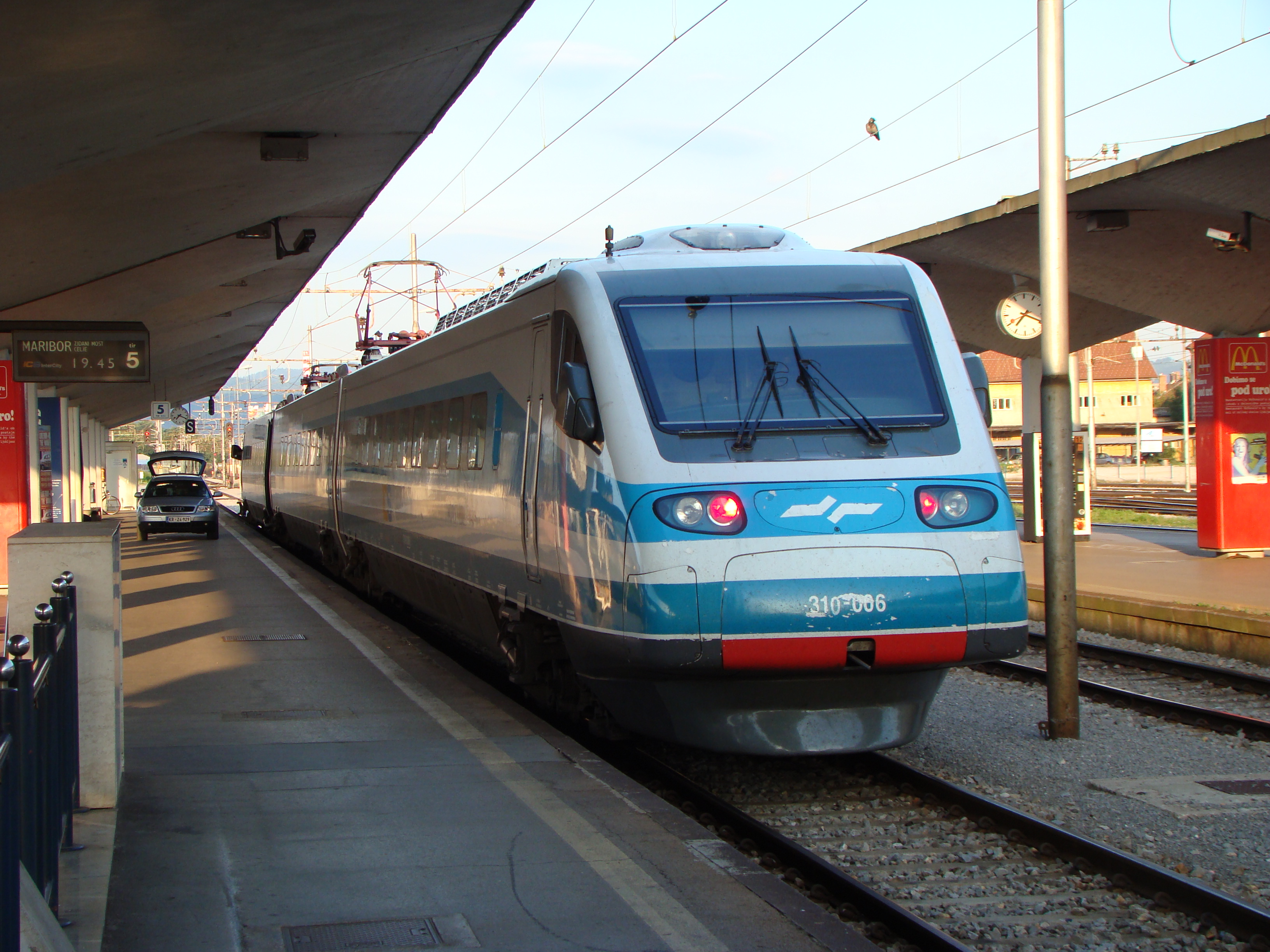
Pendolino treinstel van de SŽ serie 310 in Ljubljana (2008)

### Route en dienstregeling
| EC 50 | land     | station             | km  | EC 51 |
| ----- | -------- | ------------------- | --- | ----- |
| 14:21 | Italië   | Venezia Santa Lucia |     | 15:44 |
| 14:09 | Italië   | Venezia Mestre      |     | 15:54 |
| 13:32 | Italië   | Portogruaro-Caorle  |     | 16:31 |
| 12:58 | Italië   | Monfalcone          |     | 17:05 |
| 12:15 | Italië   | Villa Opicina       | 117 | 17:50 |
| 11:56 | Slovenië | Sežana              | 113 | 17:58 |
| 11:17 | Slovenië | Postojna            | 67  | 18:53 |
| 10:28 | Slovenië | Ljubljana           | 0   | 19:42 |